# Bernard Griffoul-Dorval
Bernard Griffoul-Dorval né à Toulouse (Haute-Garonne) en 1788 et mort dans la même ville le 15 novembre 1861 est un sculpteur français.

## Biographie

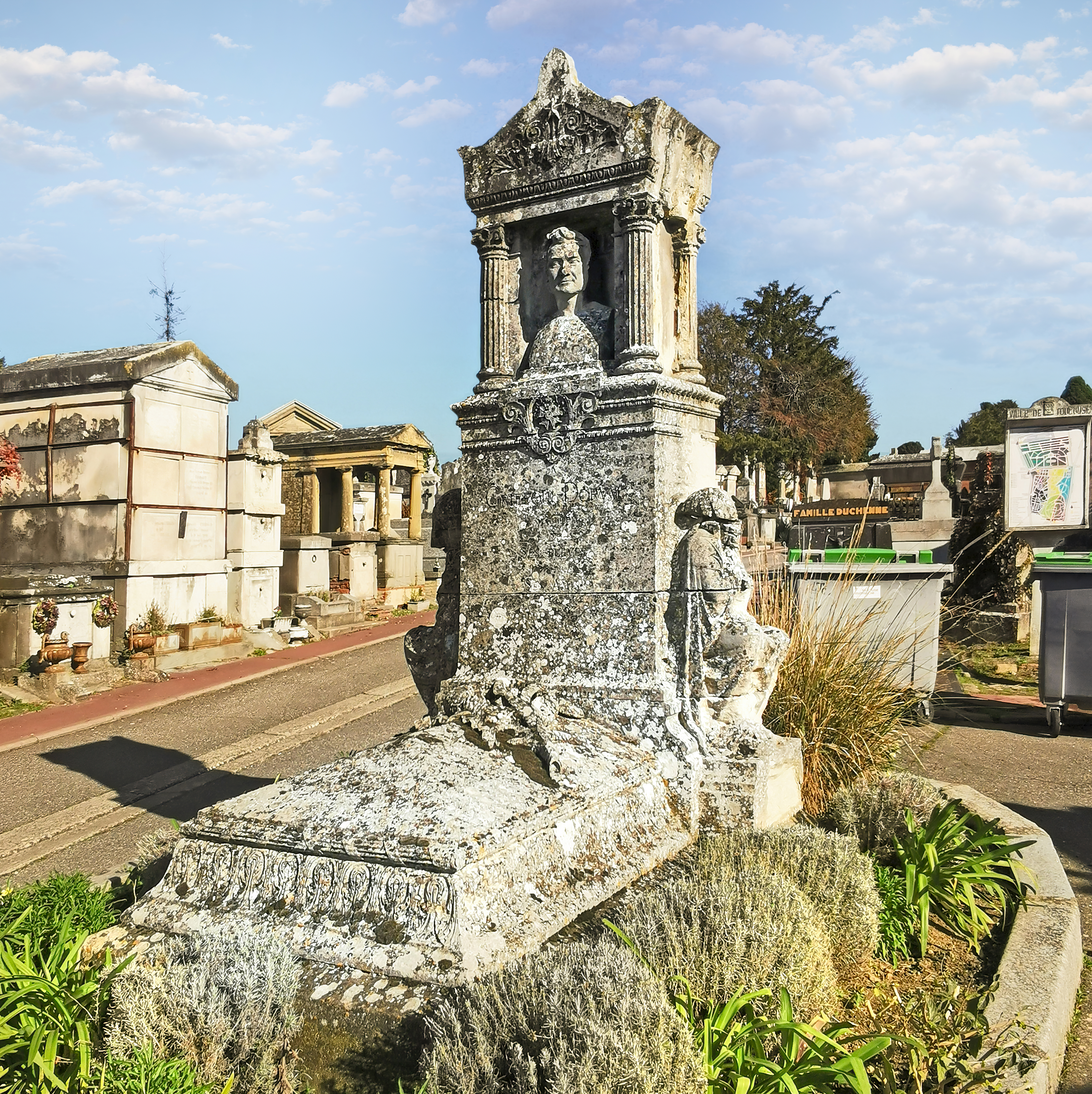
Sa tombe cimetière de Terre-Cabade

Bernard Griffoul-Dorval est le fils d'un comédien. Il entre en 1807 à l’École spéciale des arts de Toulouse ouverte l'année précédente, dans la classe de sculpture de François Lucas, et y remporte le grand prix de sculpture en 1811. En 1813, il part à Paris et est admis dans l'atelier de Pierre Cartellier où il travaille deux années. Il rédige en 1821 un  Essai sur la sculpture en bas-relief, ou règles particulières à observer dans la pratique de cet art et soumet en 1826 au maire de la ville un projet de réorganisation de l'enseignement de la sculpture à l'École spéciale des arts. Nommé professeur-adjoint en 1826, titularisé en 1833, il poursuivra ses activités au sein de cette école jusqu'à sa mort et en sera le sous-directeur de 1833 à 1849.
Griffoul-Dorval est l'un des principaux artisans du renouveau de l'école toulousaine de sculpture au XIXe siècle. Il accueillit notamment dans son atelier privé, parallèlement à l'enseignement officiel qu'il dispensait, le principal représentant de l'école toulousaine de la fin du XIXe siècle, Alexandre Falguière .
Un boulevard de Toulouse porte son nom.
Il est inhumé au cimetière de Terre-Cabade à Toulouse, au pied d'un monument sculpté par ces élèves.

## Œuvre

### Sculpture
L’œuvre de Griffoul-Dorval en tant que sculpteur fut surtout une œuvre de commandes. Il réalisa pour les municipalités des portraits officiels, des statues monumentales, des éléments décoratifs.
Parmi les principales réalisations :
- le Monument à Pierre-Paul Riquet (1853), son œuvre la plus connue, en haut des allées Jean-Jaurès, à Toulouse, restaurée en décembre 2019;
- la Mise au tombeau qui ornait le jardin du couvent des Cordeliers, aux Récollets, et qui fut transférée au musée des Augustins, puis à l'église Sainte-Marie-des-Anges dite des Récollets[4] ;
- quatre Griffons et le portrait en médaillon du général Dupuy ornant la base du Monument au général Dupuy (1829), place Dupuy à Toulouse[5],[6] ;
- les statues de Claude Bourgelat et d'Olivier de Serres (1892) cantonnant l'entrée d'honneur de l'ancienne école vétérinaire de Toulouse. La statue d'Olivier de Serres, conservée dans de très mauvaises conditions après la démolition de l'entrée d'honneur, à la suite de l'extension de la gare Matabiau, a été perdue vers 1963[7]. Le buste du vétérinaire, vestige de sa statue, compose l'actuel Monument à Claude Bourgelat érigé dans la cour d'honneur de la nouvelle école nationale vétérinaire de Toulouse ;
- le Monument au général Compans (1851), érigé sur la principale place de Salies-du-Salat.

Le musée des Augustins de Toulouse conserve essentiellement des bustes, dont ceux du 
Chevalier de Lespinasse, une statuette en plâtre du général Compans (1850), ainsi qu'une statuette en plâtre de Pierre de Fermat et une statuette en plâtre de Clémence Isaure. 

Œuvres de Bernard Griffoul-Dorval
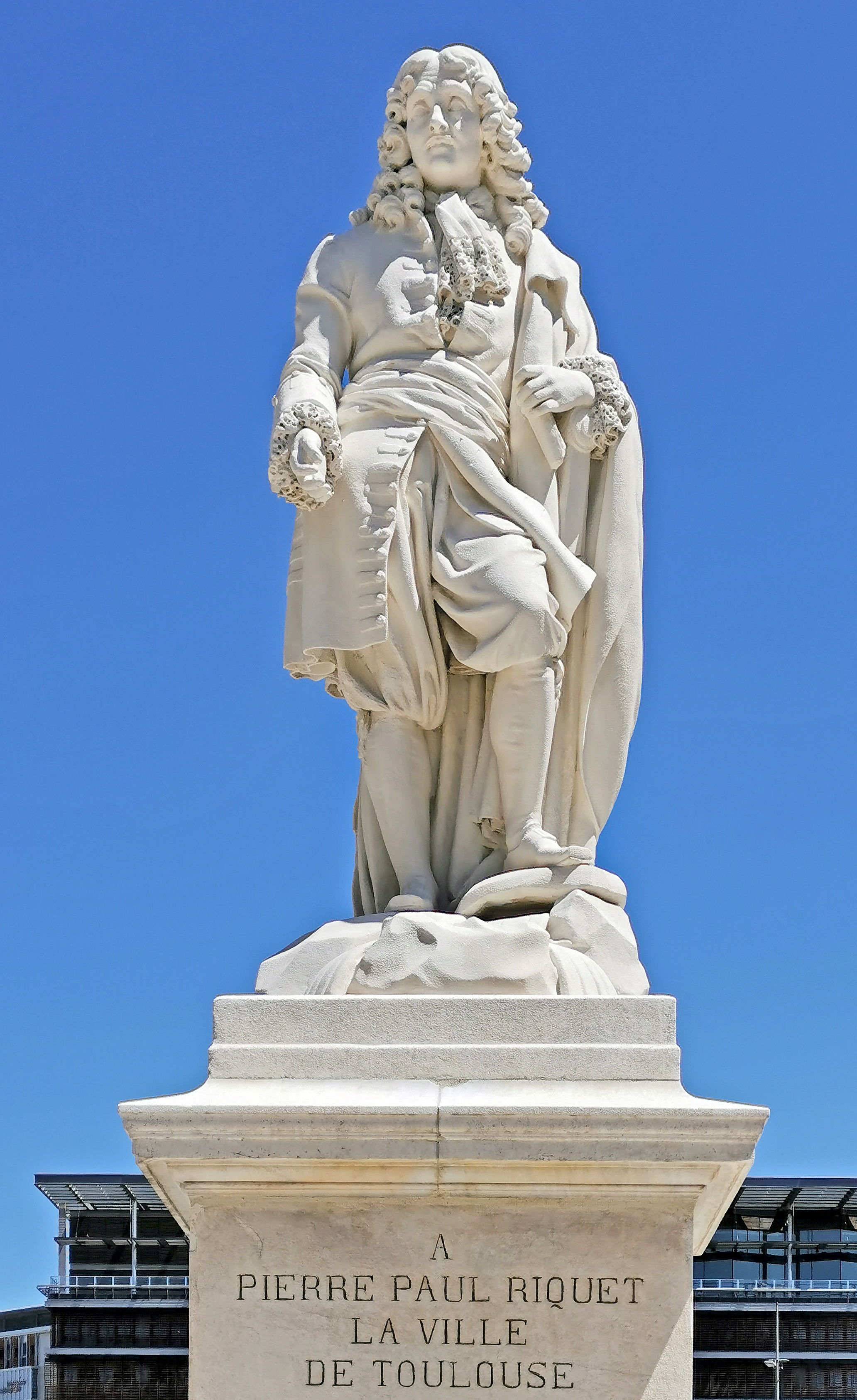
Statue de Pierre-Paul Riquet (1853), Toulouse.
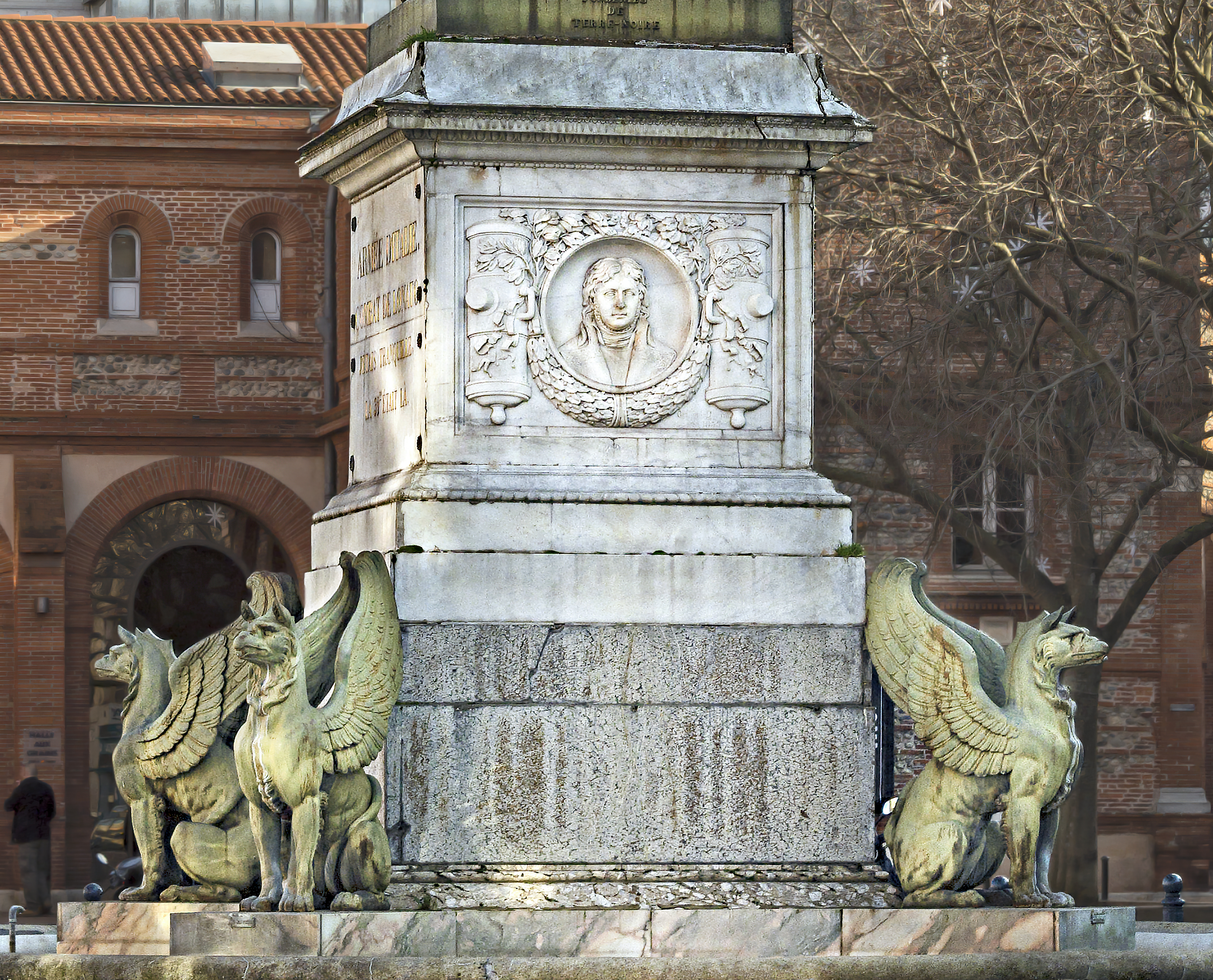
La base de la Colonne Dupuy à Toulouse.
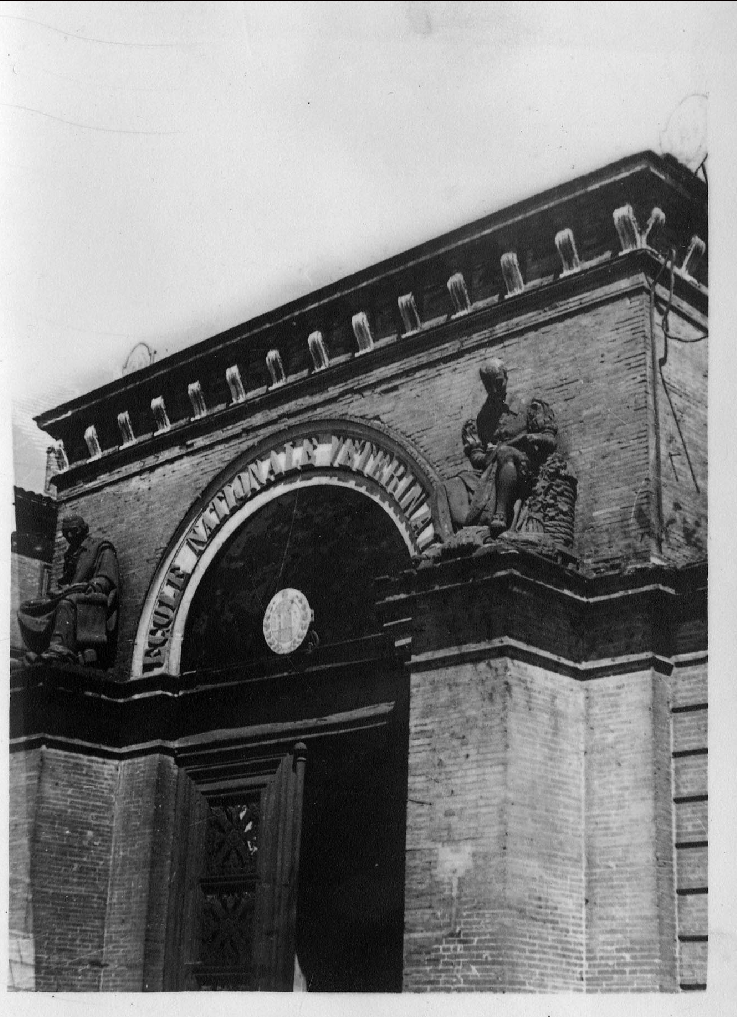
Statues de Claude Bourgelat et d'Olivier de Serres (1892), dans leur état d'origine à l'ancienne école vétérinaire de Toulouse.
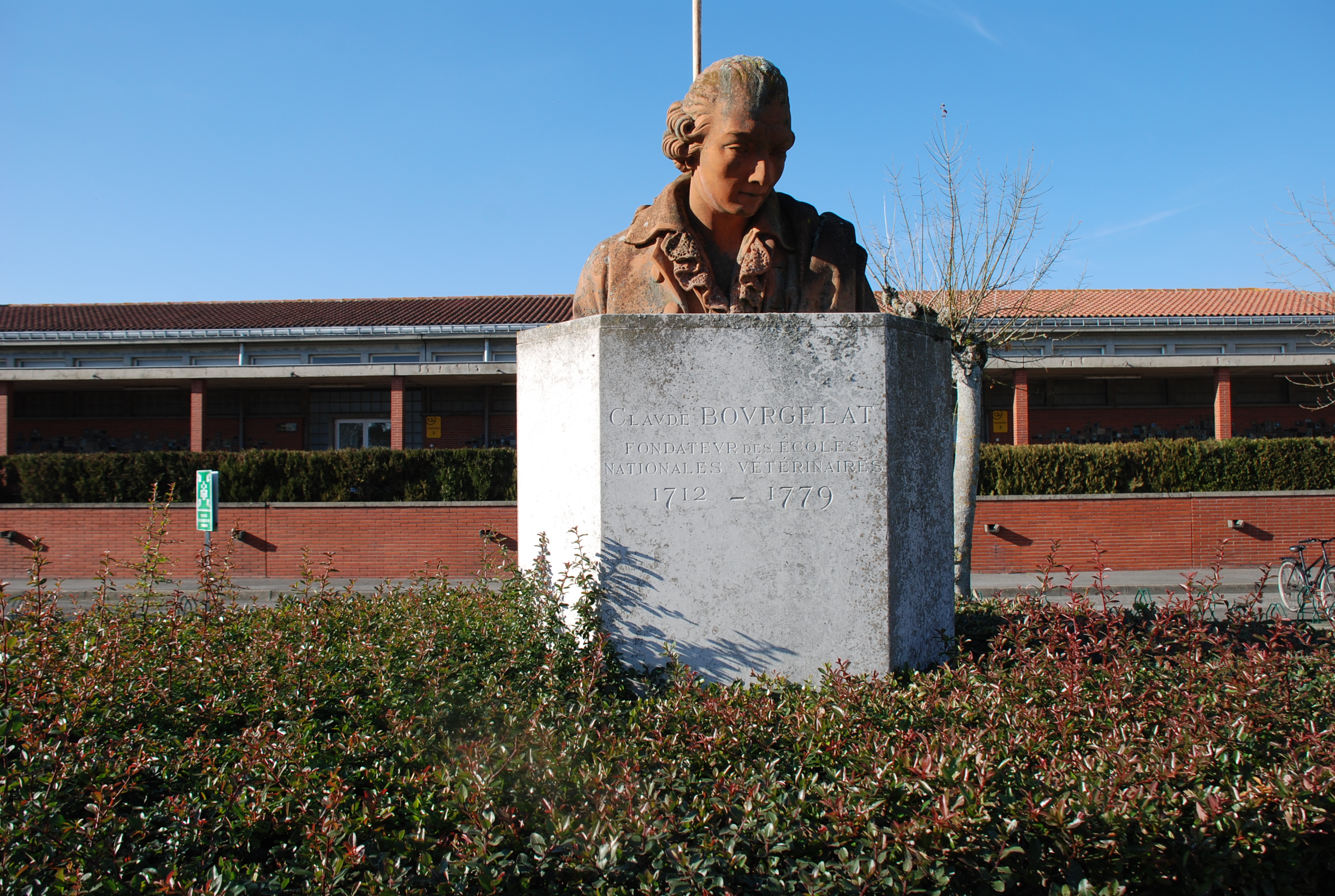
Monument à Claude Bourgelat, vestige de la statue de 1892, École nationale vétérinaire de Toulouse.
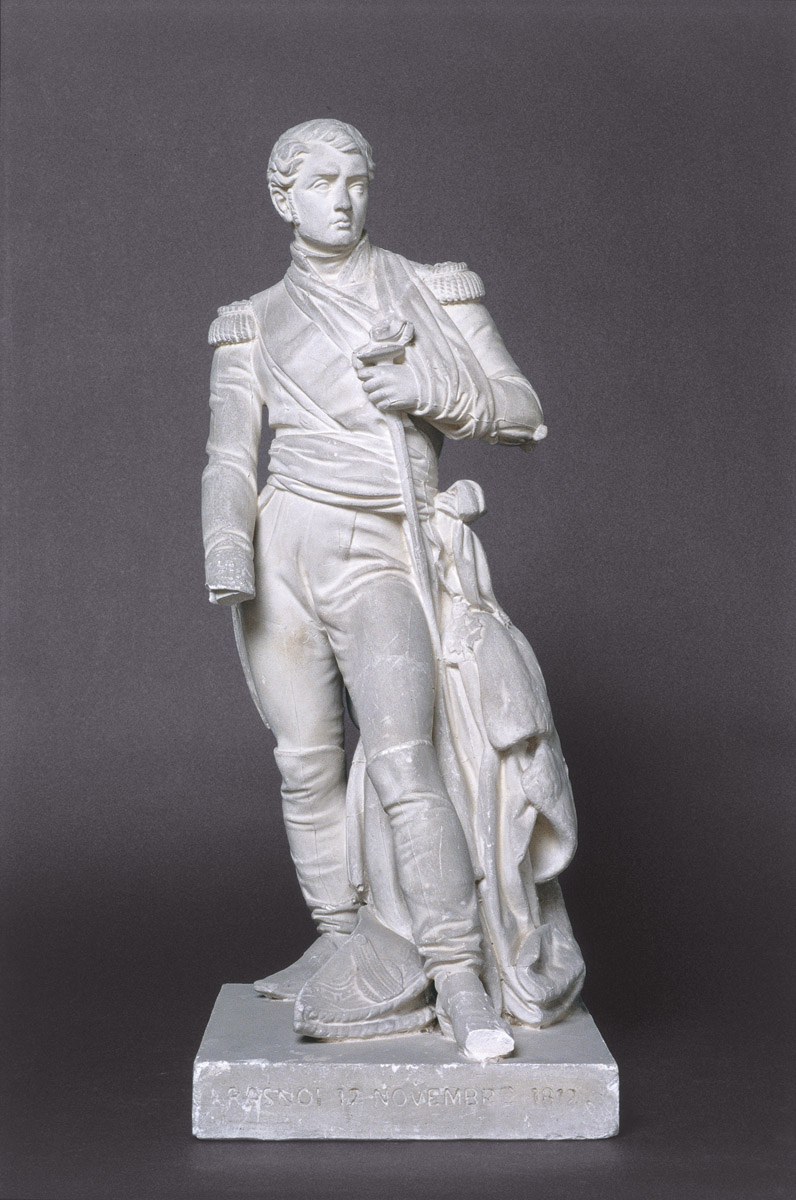
Le Général Compans (1850), musée des Augustins de Toulouse.

### Publication
- Essai sur la sculpture en bas-relief, ou Règles particulières à observer dans la pratique de cet art[11], Toulouse, Caunes J.-A., 1821.

## Élèves
- Alexandre Falguière (1831-1900), grand prix de Rome en 1859[12].
- Raymond Barthélemy (1833-1902), grand prix de Rome en 1860[12].
- Henri Maurette